# Los Charrúas
Los Charrúas é um município da província de Entre Ríos, na Argentina.